# Besseggen

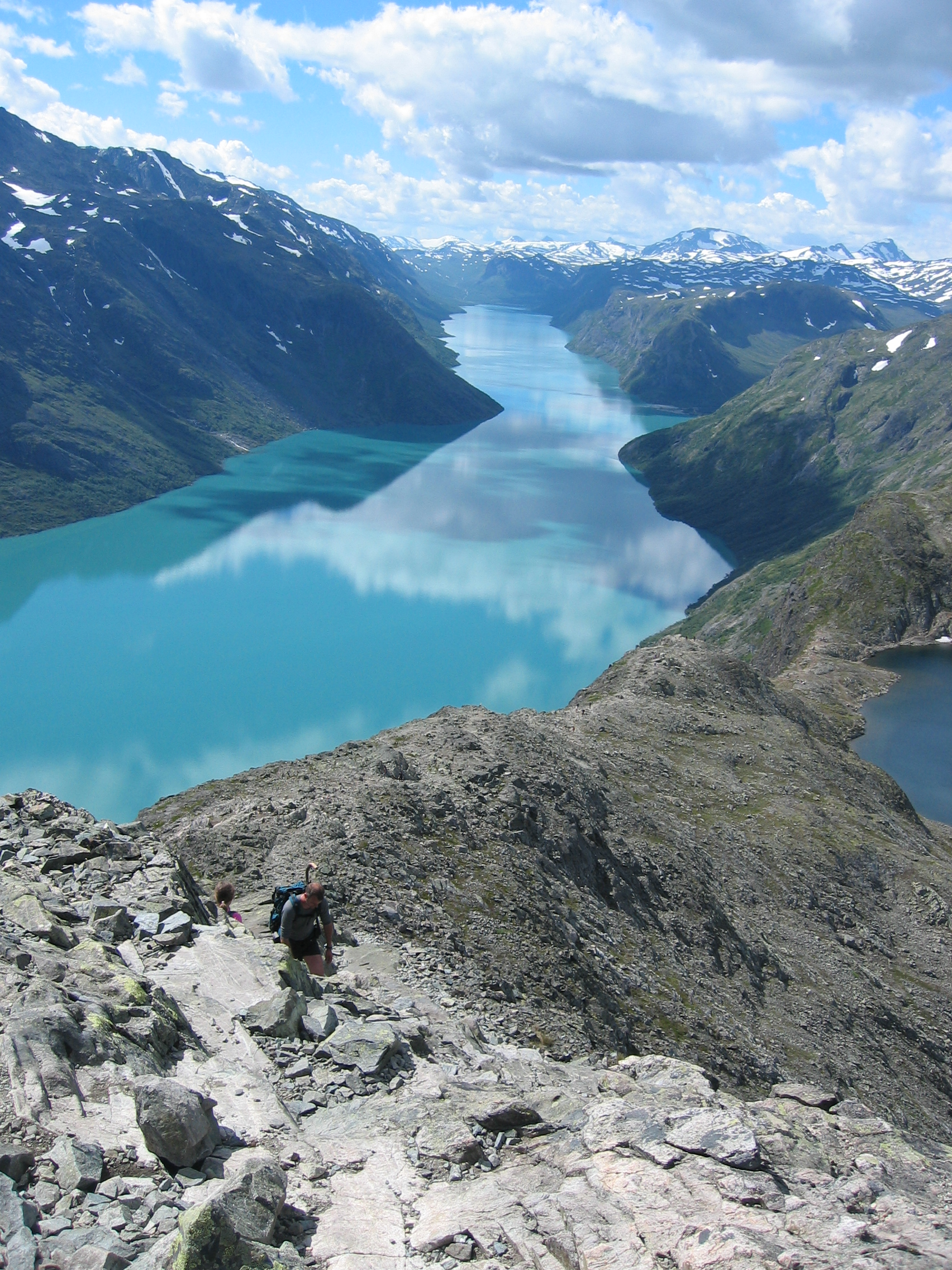
Gjende till vänster och Bessvatnet till höger

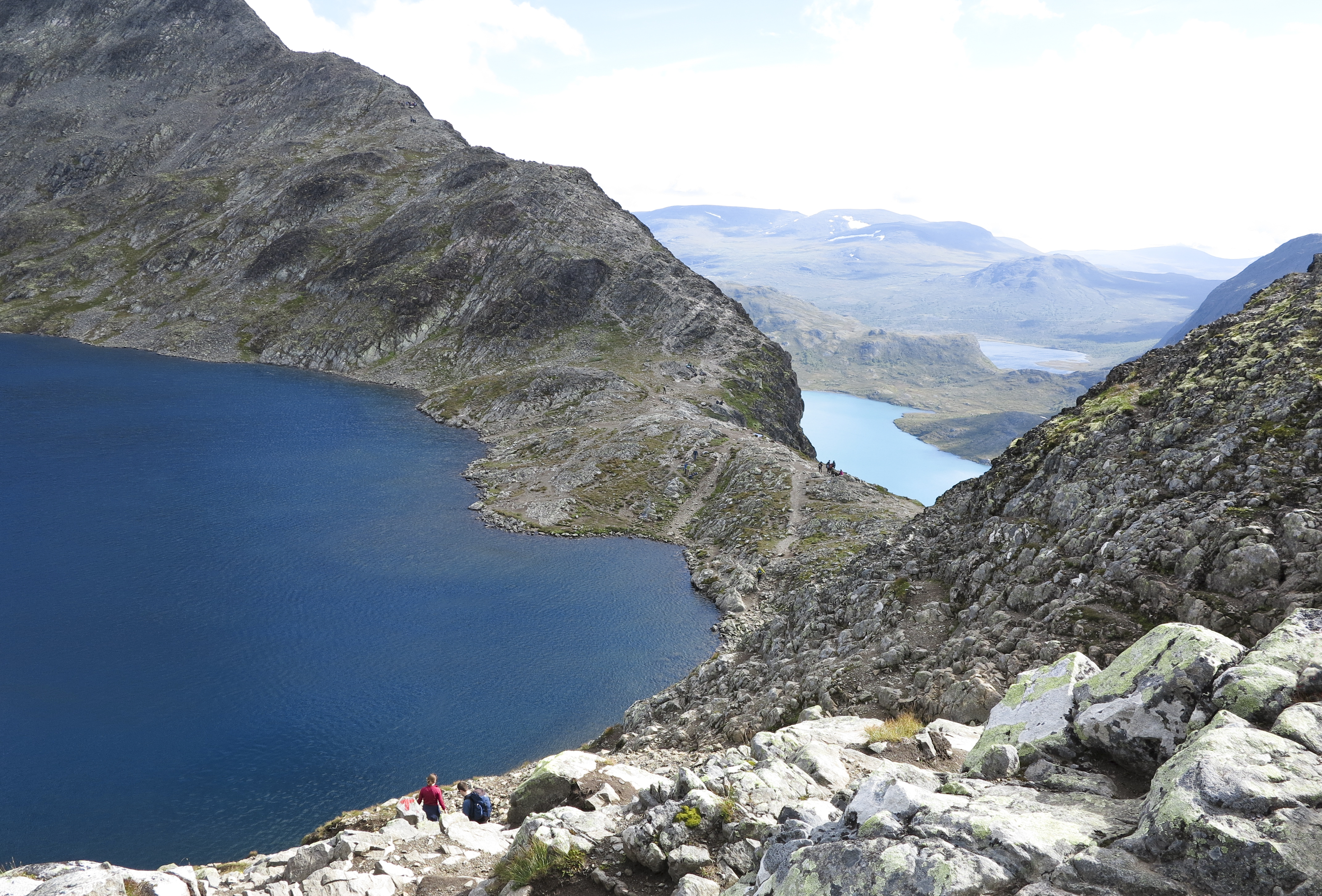
Bessegen skiljer Bessvatnet till vänster från den lägre sjön Gende till höger

Besseggen är en bergskam i Vågå kommun i Oppland fylke i Norge. Besseggen ligger i östra delen av Jotunheimen mellan sjöarna Gjende och Bessvatnet. Vandringen över Besseggen är en av de mest populära fjällvandringarna i Norge. Ca 40 000 människor vandrar leden varje år. Den vanligaste rutten över Besseggen startar i Gjendesheim, upp till Veslfjellet (1743 m ö.h.), ner över Besseggen, vidare ner över det flata partiet kallat Bandet och slutar i Memurubu. Många väljer också att gå leden i motsatt riktning. Båtar transporterar vandrare så de slipper gå tillbaka. Den Norske Turistforening beräknar att vandringen tar ca 6 timmar. Det finns en löpartävling på sträckan som heter Besseggløpet som har rekordet 1:15.
Från Besseggen har man en vacker utsikt över Gjende och Bessvatnet. Det speciella med utsikten är att Gjende ligger 400 meter lägre än Bessvatnet och medan Bessvatnet är blått som de flesta andra insjöar så har Gjende en markant grön färg som kommer av att glaciärvatten sköljer ner lera i sjön.